# Anglards-de-Saint-Flour
Anglards-de-Saint-Flour (wym. [ɑ̃glaɾ-də-sɛ̃-fluɾ]) – miejscowość i gmina we Francji, w regionie Owernia-Rodan-Alpy, w departamencie Cantal. W 2013 roku populacja gminy wynosiła 361 mieszkańców. Przez gminę przepływa rzeka Truyère. 